# Neorealisme (beweging)
Het neorealisme is een internationale beweging die halverwege de jaren vijftig van de twintigste eeuw ontstond in Engeland en Amerika. Het neo-realisme zien we terug in de schilderkunst, journalistiek, literatuur, film etc. Onveranderlijk is de 'gewone mens' en het 'gewone leven' het onderwerp. 
In 1960 krijgt poptical-art navolging in Frankrijk onder de term Nouveau Réalisme. Zowel in poptical-art als in het nouveau-realisme maken kunstenaars gebruik van alledaagse voorwerpen en alledaagse gebeurtenissen. Het neorealisme is te zien als een reactie op abstracte kunst en surrealisme. Uiteindelijk is neorealisme de term geworden waar zowel poptical-art als nouveau realisme onder vallen. 
Het neorealisme vindt de werkelijkheid wonderlijker dan fictie. In het neorealisme is niet de fantasie of het persoonlijke gevoelsleven de belangrijkste inspiratiebron, maar de dagelijkse realiteit. Vaak vormen triviale details uit de werkelijkheid of gebeurtenissen uit het dagelijks leven het Leitmotiv. 
Eind jaren 60 ontwikkelde zich het hyperrealisme - het moest échter dan echt zijn. Echter dan echt mondde veelal uit in een karikatuur van het echte leven. Een vertegenwoordiger van deze stroming is Duane Hanson. Hanson gaf het hyperrealisme vorm met driedimensionale objecten. Van kunststof maakte hij levensgrote en levensechte figuren, netjes gekleed en voorzien van de alledaagse accessoires. De bijna tastbare echtheid veroorzaakte bij toeschouwer een schokreactie. Hanson portretteerde met zijn werk op karikaturale wijze de burgerlijkheid van de gewone Amerikaan. Het hyperrealisme vinden we vooral in de Verenigde Staten.
Ook wordt er wel onderscheid gemaakt tussen het de menselijker Europese en de overdreven Amerikaanse variant van het fotorealisme.

## Neorealisten
Kunstenaars die onder het neorealisme worden geschaard zijn onder andere:
- Bernard Buffet
- Chuck Close
- Alex Colville
- Robert Cottingham
- Don Eddy
- Richard Estes
- Lucian Freud
- Franz Gertsch
- Ralph Goings

- Howard Kanovitz
- Pyke Koch
- Jacques Monory
- Malcolm Morley
- Philip Pearlstein
- Michelangelo Pistoletto
- Gerhard Richter
- Stanley Spencer